# Meteoritics and Planetary Science
Meteoritics and Planetary Science é uma revista científica, cuja primeira edição data de 1953, com o nome de Meteoritics. A revista publica artigos e matérias sobre meteorítica, o ramo da astronomia que estuda meteoritos.